# Covadonga (1859)
Virjen de Covadonga, znany także jako Covadonga – hiszpański, następnie chilijski okręt z połowy XIX wieku – uzbrojony szkuner, określany też jako kanonierka. Zdobyty przez Chile na Hiszpanach w 1865, odznaczył się w wojnie o Pacyfik z Peru, podczas której został zatopiony.

## Budowa
Budowę okrętu dla marynarki Hiszpanii zamówiono rozkazem królewskim z 10 czerwca 1857 w stoczni Arsenal de la Carrara w Kadyksie. Klasyfikowany był jako szkuner śrubowy (hiszp. Goleta a Hélice). Stępkę położono 13 lutego 1858, a 28 listopada 1859 kadłub był wodowany. 8 października 1858 okręt otrzymał nazwę „Virjen de Covadonga” („Panna /Maria/ z Covadongi”; spotyka się też pisownię: „Virgen de Covadonga”).

## Służba w Hiszpanii
Pierwszym dowódcą hiszpańskim był Evaristo Casariego y García. Okręt przeznaczony został do służby kolonialnej i stacjonował w Manili na Filipinach, służąc jako jednostka łącznikowa i pocztowa pomiędzy Manilą a Hongkongiem.
„Virjen de Covadonga” została włączona do eskadry wiceadmirała Jose Manuela Pareja, wysłanej na przełomie 1864 i 1865 na wody Peru w celu zbrojnego wywarcia wpływu na to państwo. W konsekwencji, we wrześniu 1865 wybuchła wojna Chile i Peru z Hiszpanią.
26 listopada 1865 chilijska korweta „Esmeralda” pod dowództwem Juana Williamsa Rebolledo napotkała „Virjen de Covadonga” w okolicy Papudo, na północ od Valparaíso. Po ataku z zaskoczenia i krótkiej walce, hiszpański okręt został uszkodzony i zdobyty przez Chilijczyków. Należy wspomnieć, że będąc pod wrażeniem utraty okrętu wiceadmirał Pareja załamał się nerwowo i popełnił samobójstwo.

## Służba w Chile
Zdobyty okręt, wcielony 4 grudnia 1865 w skład floty chilijskiej pod nazwą „Covadonga”, wzmocnił nieliczną flotę tego państwa. W toku wojny Chile i Peru z Hiszpanią, odznaczył się w bitwie pod Abtao 7 lutego 1866, w której hiszpański zespół nie zdołał zatopić okrętów koalicji.

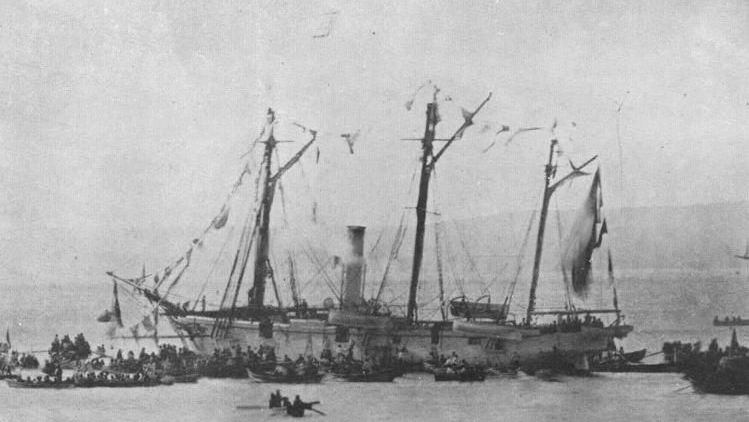
„Covadonga” po bitwie pod Iquique

„Covadonga” następnie wzięła udział w wojnie z Peru, tzw. wojnie o Pacyfik 1879 roku. Dowodził nią początkowo Arturo Prat. Wraz z korwetą „Esmeralda” pozostawiono ją do blokady morskiej portu Iquique. Od maja 1879 dowódcą „Covadongi” był Carlos Condell de la Haza. Po zaskoczeniu okrętów chilijskich przez przeważające siły peruwiańskie 21 maja 1879 (bitwa pod Iquique), „Covadonga” podjęła ucieczkę na południe, ścigana przez szybszą i znacznie większą fregatę pancerną „Independencia”, która ostrzeliwała ją przez trzy godziny, lecz mało skutecznie. Kapitan „Covadongi” starał się trzymać w pobliżu brzegu, korzystając z mniejszego zanurzenia swojego okrętu. Taktyka ta okazała się skuteczna, gdyż podczas próby staranowania „Covadongi”, „Independencia” wpadła na podwodną skałę, która rozdarła jej dno, w następstwie czego peruwiański okręt został utracony. „Covadonga” jeszcze dodatkowo ostrzelała unieruchomiony okręt. Zginęło na niej w starciu 4 marynarzy, 3 było rannych.
Później, „Covadonga” weszła w skład zespołu z pancernikiem „Blanco Encalada”, polującego na peruwiański monitor „Huáscar” i wzięła udział w bitwie koło przylądka Angamos 8 października 1879, zakończonej uszkodzeniem i zdobyciem „Huáscara”.
„Covadonga” brała udział w dalszych działaniach wojennych. 13 września 1880 została zatopiona w Chancay za pomocą peruwiańskiej wybuchowej łodzi-pułapki (brandera). Zginęło 32 członków załogi wraz z dowódcą Pablo Ferrari, 29 zostało uratowanych przez korwetę „Pilcomayo”, a 48 trafiło do peruwiańskiej niewoli.

## Charakterystyka

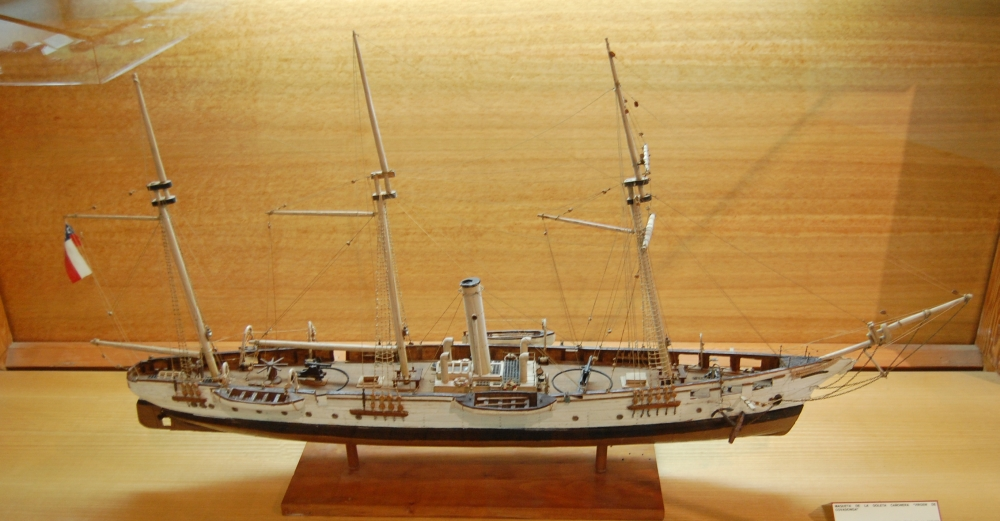
Model

- Trzymasztowy szkuner konstrukcji drewnianej z pomocniczym napędem śrubowym.
- wyporność – 630 ton
- długość – 48,5 m
- szerokość – ? m
- zanurzenie – ? m
- napęd: maszyna parowa o mocy 160 KM, cylindryczne kotły parowe, 1 śruba napędowa
- prędkość maksymalna – 7 w.
- załoga – 109

Uzbrojenie:
- 2 obrotowe działa 70-funtowe (kaliber ok. 200 mm)
- 3 działa 40-funtowe (zainstalowane po 21 maja 1879)
- 2 działa 9-funtowe (zainstalowane po 21 maja 1879)